# Corydalis diphylla
Corydalis diphylla là một loài thực vật có hoa trong họ Anh túc. Loài này được Wall. mô tả khoa học đầu tiên năm 1826.